# روگوزینووو
روگوزینووو (به بلغاری: Rogozinovo) یک منطقهٔ مسکونی در بلغارستان است که در شهرستان هارمانلی واقع شده‌است.